# Wyścig Maroka WTCC

Układ z pierwszych wyścigów w latach 2009 do 2015.

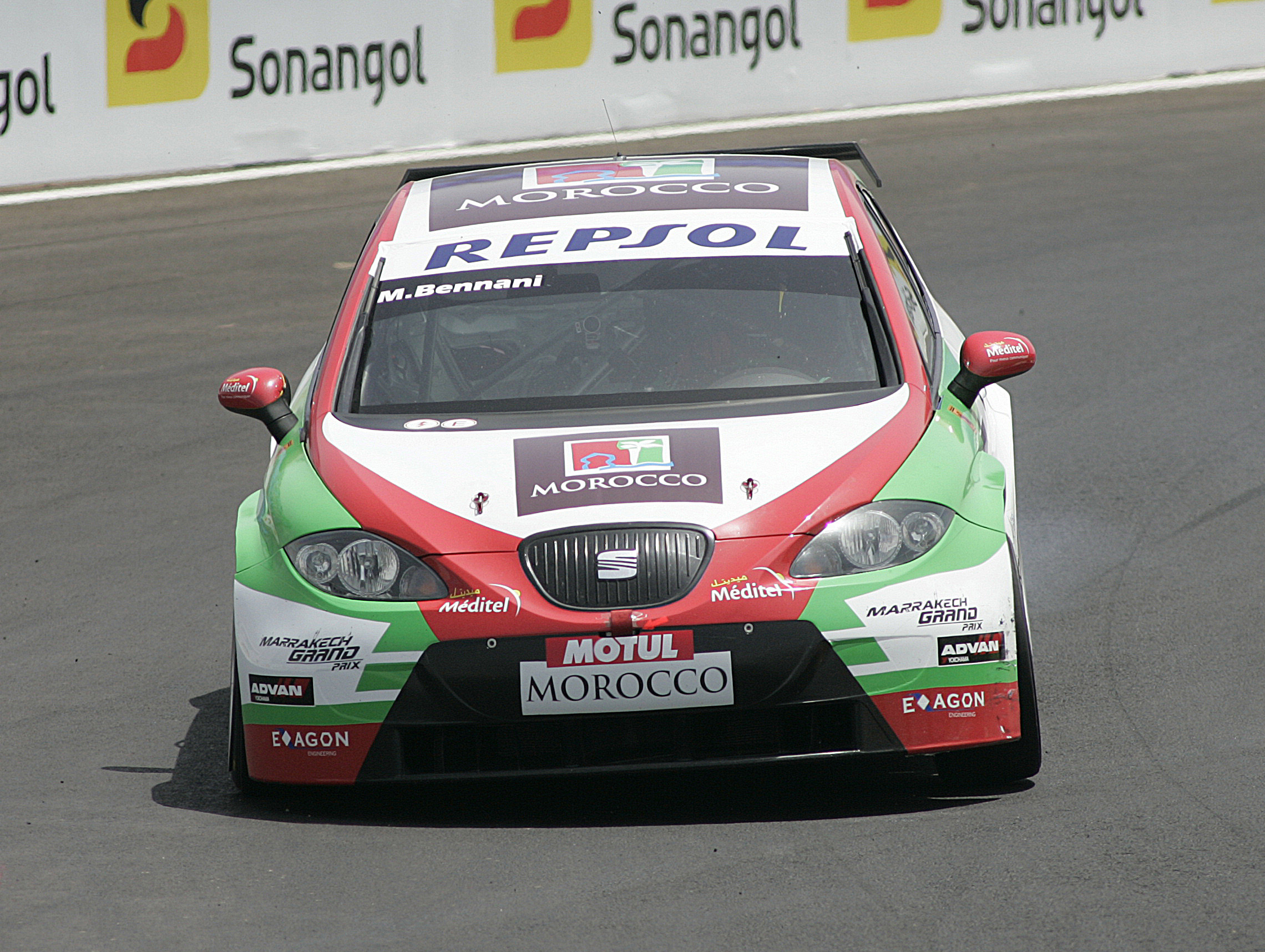
Marokański kierowca Mehdi Bennani w Leónie na torze w Marrakeszu w 2009

Wyścig Maroka WTCC – runda World Touring Car Championship rozgrywana w latach 2009–2010 i od 2012 na torze ulicznym Circuit International Automobile Moulay El Hassan w Marrakeszu w Maroku. Pierwsza runda w Marrakeszu w sezonie 2009 była jednocześnie pierwszym międzynarodowym wyścigiem w Maroku od Grand Prix Formuły 1 w 1958 na torze Ain-Diab Circuit w Casablance, a także pierwszą rundą WTCC w Afryce. Wyścig Maroka zaplanowany na sezon 2011 został odwołany z powodu braku odpowiedniego zaplecza finansowego i został zastąpiony przez Wyścig Węgier na torze Hungaroring. Runda ta powróciła do kalendarza w sezonie 2012.

## Zwycięzcy
| Sezon | Kierowca                    | Samochód         | Zespół             | Lokalizacja | Wyniki |
| ----- | --------------------------- | ---------------- | ------------------ | ----------- | ------ |
| 2009  | Wyścig 1: Robert Huff       | Chevrolet Cruze  | Chevrolet          | Marrakesz   | Wyniki |
| 2009  | Wyścig 2: Nicola Larini     | Chevrolet Cruze  | Chevrolet          | Marrakesz   | Wyniki |
| 2010  | Wyścig 1: Gabriele Tarquini | SEAT León        | SR-Sport           | Marrakesz   | Wyniki |
| 2010  | Wyścig 2: Andy Priaulx      | BMW 320si        | BMW Team RBM       | Marrakesz   | Wyniki |
| 2012  | Wyścig 1: Alain Menu        | Chevrolet Cruze  | Chevrolet          | Marrakesz   | Wyniki |
| 2012  | Wyścig 2: Yvan Muller       | Chevrolet Cruze  | Chevrolet          | Marrakesz   | Wyniki |
| 2013  | Wyścig 1: Michel Nykjær     | Chevrolet Cruze  | Nika Racing        | Marrakesz   | Wyniki |
| 2013  | Wyścig 2: Pepe Oriola       | SEAT León        | Tuenti Racing Team | Marrakesz   | Wyniki |
| 2014  | Wyścig 1: José María López  | Citroën C-Elysée | Citroën Total WTCC | Marrakesz   | Wyniki |
| 2014  | Wyścig 2: Sébastien Loeb    | Citroën C-Elysée | Citroën Total WTCC | Marrakesz   | Wyniki |
| 2015  | Wyścig 1: José María López  | Citroën C-Elysée | Citroën Total WTCC | Marrakesz   | Wyniki |
| 2015  | Wyścig 2: Yvan Muller       | Citroën C-Elysée | Citroën Total WTCC | Marrakesz   | Wyniki |